# Зърнево (дем Неврокоп)
 Тази статия е за селото в Егейска Македония, Гърция.  За селото в България вижте Зърнево.  
Зъ̀рнево или Зъ̀рново (на гръцки: Κάτω Νευροκόπι, Като Неврокопи, катаревуса: Κάτω Νευροκόπιον, Като Неврокопион, до 1927 Ζύρνοβο, Зирново) е село в Република Гърция, център на дем Неврокоп в област Източна Македония и Тракия.

## География
Зърнево е резположен в северната част на Елеската котловина на 560 m надморска височина, на 42 km северно от Драма.

## История

### Етимология
Според Йордан Н. Иванов етимологията на Зърнево идва от старобългарското (и общославянско) , . Облиците с е (Зерново) са от руски, а с начално ж (Жирново) – свръхстарателни. Името на жителите му е зърновя̀нин, зърньовя̀нка, зърньовя̀не.

### В Османската империя
Първите сведения за Зърнево са в османски документи от XV век, в които то е споменато като село със 171 християнски ханета, 48 неженени християни, 22 вдовици и само 1 мюсюлманско хане на Шехабедин Вълков. В началото на XVII век в Зърнево живеят 120, а в 1660 година – 152 джизие-ханета.
В списъка на населените места с регистрирани имена на главите на домакинствата през втората половина на XV и началото на XVI век в село Зърнево са регистрирани 241 лица.
През XVIII и XIX век в Зърнево са развити казанджийството и отчасти кузнарството. През XIX век Зърнево е голямо село с преобладаващо българско население, числящо се към Неврокопската кааза на Серския санджак на Османската империя. В 1848 година руският славист Виктор Григорович пише в „Очерк путешествия по Европейской Турции“, че жителите на Зърново са предимно българи. Александър Синве („Les Grecs de l’Empire Ottoman. Etude Statistique et Ethnographique“), който се основава на гръцки данни, в 1878 година пише, че във Вирнова (Vrinova), Мелнишка епархия, живеят 1700 гърци. В „Етнография на вилаетите Адрианопол, Монастир и Салоника“, издадена в Константинопол в 1878 година и отразяваща статистиката на населението от 1873 година, Зърново (Zirnovo) е посочено като село с 317 домакинства с 62 жители мюсюлмани, 900 българи и 40 власи.
В 1889 година Стефан Веркович (Топографическо-этнографическій очеркъ Македоніи) отбелязва Жирново (Зерново) като село с 290 български и 27 турски къщи.
В 1891 година Георги Стрезов пише за селото:
| „ | Зърнево, голямо село на ЮИ от Каракьой 3 часа път. Сградено е на двата бряга на Панега. Наоколо плодородно поле, дето се сеят най-много картофи и коноп. Неколцина са въжаре. Понеже през Зърнево минува пътят от Драма за Неврокоп, има и добри ханища. Църквата и училищното здание са твърде хубави, но и двете погърчени. Ученика 70. Къщи 350, българе. | “ |

Според статистиката на Васил Кънчов („Македония. Етнография и статистика“) към 1900 година населението на селото брои общо 2120 души, от които 1950 българи-християни и 170 турци.
До 1903 година ръководител на българския революционен комитет в Зърнево е Димчо Праматарски. След Илинденското въстание в 1904 година и последните гъркомански къщи в селото минават под върховенството на Българската екзархия.
В 1902 година Димитър Драгинов връща църквата в Зърнево под Патриаршията. На Великден Драгидов е обесен от Атанас Тешовалията на вратата на църквата и оставен да виси три дни.
По данни на секретаря на екзархията Димитър Мишев („La Macédoine et sa Population Chrétienne“) в 1905 година в Зърнево има 2360 българи екзархисти, 12 власи и 18 цигани и функционира българско начално училище с 2 учители и 105 ученици.
В рапорт до Иларион Неврокопски от 1909 година пише за Зърнево:
| „ | С. Зърнево... Има 380 къщи български с 1855 души, 550 къщи турски с 380 души население. Селяните се занимават със земеделие, скотовъдство и кираджилък. Земеделците обработват турска земя с жита. Зърничевското поле е доста плодородно. Има добри пасища, но по тях няма вода... Преди отношенията между българите и турците са били лоши. Между българите дълги години е имало раздори. Намират се изчадия, които предават своя народ, гърчеят се. Сега има само няколко души подети от драмския гръцки владика. Те са: Благо Г. Ампов, свещ. Димитър Павлов. Изградено е училище, на което се плаща 30 лири турски от гърците. В гръцкото училище учителят се казва Димитър. В една стая той е събрал децата на всеки 3 дена. Населението гледа с лошо око на тези хора, дали там децата си. Убеден съм, че гъркоманите по право нямат почва, за да напредват. Освен туй всред младите има вкарани пороци: кражба, лентяй, блудство. Тези пороци са причина, за да има раздори между някои от селяните. Селско-общинските работи са много разбъркани. Няма желание за работа. Черквата е хубава, солидно здание. Има добра наредба. Тя е много голяма и украсена хубаво. Хората са набожни и посещават черквата в празнични дни... На 6. I. сутринта – Богоявление, се събраха всички в черквата. Там аз казах, че е настъпило разцепление между българския народ... На 7. I. – Св. Йоан, оповестих на всичкия народ да се събере в черквата и да избере черковно-училищна община. Избраха я. | “ |

При избухването на Балканската война в 1912 година 44 души от Зърнево са доброволци в Македоно-одринското опълчение.

### В Гърция
През 1912 година по време на войната Зърнево е освободено от части на българската армия, но след Междусъюзническата война в 1913 година попада в Гърция. Според сведения на Йордан Н. Иванов към 1918 година в Зърнево има 500 къщи – 447 български и 53 турски. Според гръцката статистика, през 1913 година в Зърнево (Ζέρνοβον, Зерновон) живеят 2015 души.
Антон Страшимиров пише за временното освобождение на Зърнево в 1916 година по време на Първата световна война:
| „ | Сред камбанни звуци, които се разкриваха от близо и далеч по рътлините около Зърнево, почнаха речите на народните вожди – речи към българския генерал, олицетворител на победи и свобода. | “ |

В селото е назначен свещеник Ангел Жостов.
След края на войната в 1918 година, половината от населението на селото се преселва в България - в Неврокоп и района, Пловдив, Пазарджик, Ямболско и други. В 1923 година мюсюлманското население на селото е изселено в Турция по силата на Лозанския договор и в Зърнево са настанени 120 семейства гърци бежанци, общо 506 души. След Търлиския инцидент още 440 души бягат в България. През 1927 година Зърнево е прекръстено на Като Неврокопион, в превод Долен Неврокоп по името на града, останал в България. В 1928 година селото е смесено местно-бежанско с 99 бежански семейства и 407 жители бежанци.
На 18 април 1945 година селото е ограбено от гръцката чета на капитан Кукатис, много селяни са пребити, двама – убити. На жалбите на зърновци пред британски представители е получен отговор
| „ | Вие сте българи и трябва да си вървите. | “ |

След 1944 година, няколко десетки семейства напускат Зърнево и се установяват в град Щип, Югославия.
| Име           | Име            | Ново име             | Ново име               | Описание                                       |
| ------------- | -------------- | -------------------- | ---------------------- | ---------------------------------------------- |
| Усоя          | Οὐσόγια        | Тагматарху Долкераки | Ταγματάρχου Δολκεράκη  | връх в Шилка (971,6 m) ЮИ от Зърнево           |
| Горно Усоя    | Ανω Οὐσόγια    | Сигматарху Маркаки   | Συνταγματάρχου Μαρκάκη | връх в Шилка ЮИ от Зърнево                     |
| Казар Тумбар  | Καζὰρ Τουμπὰρ  | Макриплая            | Μακρυπλαγιά            | местност в Шилка ЮИ от Зърнево                 |
| Кара Гуджек   | Καρα Γκούντζεκ | Коловос              | Κολοβός                |                                                |
| Габер         | Γκάμπερ        | Тирокомион           | Τυροκομεῖον            | хълмодолие Ю от Зърново                        |
| Канив Тумбар  | Νανὶβ Τουμπὰρ  | Агонон               | Άγονον                 | гора в Шилка ЮИ от Зърнево                     |
| Бела вода     | Μπέλα Βόδα     | Гликонери            | Γλυκονέρι              | река ЮЗ от Зърнево                             |
| Малка Голица  | Μικρὴ Γκόλτσα  | Стр. Сумбалидис      | Στρ. Σουπαλίδης        | връх в Шилка И от Зърнево                      |
| Голяма Голица | Μεγάλη Γκόλτσα | Агатангелос          | Αγαθάγγελος            | връх в Шилка (1031 m) И от Зърнево             |
| Пряслопа      | Πρέσλοπα       | Ксирохорафа          | Ξηροχώραφον            | седловина между Щудер и Дебелина, С от Руждене |
| Големи корита | Μεγάλη Κουρίτα | Мегала Алония        | Μεγάλα Άλώνια          | местност И от Зърнево                          |
| Варлак        | Βαρλάκ         | Патомата             | Πατώματα               |                                                |

| Година    | 1913 | 1920 | 1928 | 1940 | 1951 | 1961 | 1971 | 1981 | 1991 | 2001 | 2011 | 2021 |
| --------- | ---- | ---- | ---- | ---- | ---- | ---- | ---- | ---- | ---- | ---- | ---- | ---- |
| Население | 2105 | 1186 | 2268 | 3290 | 2702 | 2924 | 2278 | 2370 | 2158 | 2072 | 2157 | 1855 |

## Личности
Родени в Зърнево
- Ангел Ив. Жопов, 28-годишен, македоно-одрински опълченец, земеделец, неграмотен, четата на Стоян Филипов[32]
- Андрей (Андрея), български духовник, йеромонах, игумен на манастира Седемте престола от 1895 до 1909 година
- Атанас Ангелов, 27-годишен, македоно-одрински опълченец, обущар, основно образование, 14 воденска дружина[33]
- Атанас Ангелов, 32-годишен, македоно-одрински опълченец, шивач, неграмотен, четата на Стоян Филипов, 1 рота на 14 воденска дружина[33]
- Велик Аврамов Личков, 30-годишен, македоно-одрински опълченец, земеделец, неграмотен, четата на Стоян Филипов, 4 рота на 14 воденска дружина.[34] Безследно изчезнал през Първата световна война.[35]
- Герман Аризанов, македоно-одрински опълченец, 30-годишен, земеделец, неграмотен, четата на Стоян Филипов[36]
- Димитър Симеонов, български просветен деец, завършил първи гимназиален клас в Неврокоп, назначен за учител в Неврокопската митрополия в юни 1913 година[37]
- Димитър Кочиев, 28-годишен, македоно-одрински опълченец, земеделец, неграмотен, четата на Стоян Филипов, 3 рота на 14 Воденска дружина[38]
- Иван Зърновалията, български революционер, четник при Филип Цветанов
- Иван Т. Мърваков, български общественик
- Иван Тодоров (1865 - 1950), български фотограф и революционер
- Коста Д. Жонов, 52-годишен, македоно-одрински опълченец, доктор, грамотен, четата на Стоян Филипов[32]
- Коста (Костадин) А. Джонов (Жонов), 35 (30)-годишен, македоно-одрински опълченец, фелдшер, четата на Стоян Филипов, 3 рота на 14 воденска дружина[39]
- Никола Ангелов Бабриев (Бабушев, Бабушов), македоно-одрински опълченец, 40-годишен, земеделец, неграмотен, четата на Стоян Филипов, нестроева рота на 14 воденска дружина, носител на бронзов медал[40]
- Петър Ангелов, македоно-одрински опълченец, 32-годишен, земеделец, основно образование, 2 рота на 14 воденска дружина, носител на бронзов медал[41]
- Стоян Кочиев, 30-годишен, македоно-одрински опълченец, земеделец, основно образование, четата на Стоян Филипов, 3 рота на 14 Воденска дружина[38]
- Филотей Теодоропулос (р. 1963), гръцки духовник

## Галерия
- Входът на Зърнево
- Общ изглед от Зърнево
- Зърнево, в дъното Са̀саровата чешма, първата в града
- Стенопис от църквата с няколкократно замазвани надписи